# Draadmodel

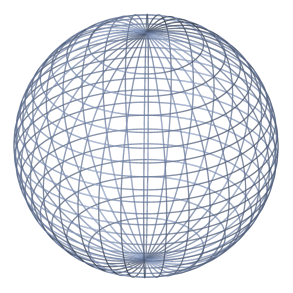
Draadmodel van een bol

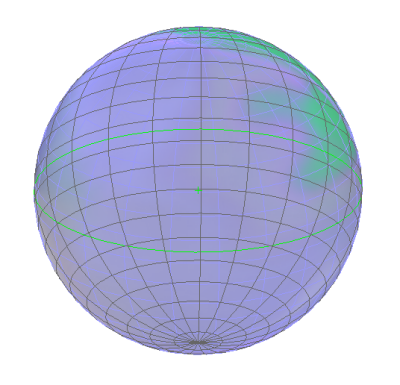
Gedetailleerde versie

Een draadmodel is een vereenvoudigde weergave van een object, ze ontstaat door van een object alleen ribben af te beelden. Men spreekt over het algemeen van een draadmodel bij het weergeven van complexe grafische objecten in 3D zoals gebeurt in computersoftware als Blender. In programma's als Blender is het vaak mogelijk om in detail aan te geven hoe een object wordt getekend. Zo kunnen het texturiseren en shaden van alle vlakken apart van elkaar worden aan- en uitgezet. Ook in andere (2D) programmatuur worden draadmodellen gebruikt, bijvoorbeeld voor het tonen van de lay-out in een dtp-programma of website-builder zonder alle afbeeldingen.

## Waarom
Er zijn verschillende redenen om met een draadmodel te werken:
- Weergavesnelheid, een draadmodel kan sneller worden geprojecteerd omdat de berekeningen die bepalen hoe het oppervlak eruitziet achterwege blijven. Vooral bij maken en testen van animaties bewijst een draadmodel zijn diensten.
- Doorzicht, bij het bewerken van een 3D-object kunnen ook knooppunten aan de verre kant van het object geselecteerd worden.
- Overzicht, een draadmodel laat de compositie zien zonder mogelijk storende details.

## Nadelen
Het nadeel van een draadmodel is dat -bij een orthografische projectie- het aanzicht niet meer eenduidig de afgebeelde situatie weergeeft. Doordat de kijker de clues uit het textuur en de shading mist kan een aanzicht met een draadmodel vaak als twee verschillende configuraties worden gezien. In de afbeeldingen van de bol is dit te zien:
- Beide 'polen' van de bol zijn in het draadmodel duidelijk zichtbaar, maar het is voor de kijker uit het draadmodel niet op te maken of bijvoorbeeld de bovenste 'pool' zichtbaar is in het eindresultaat. Dit is pas in de gedetailleerde versie te zien.